# Pays-de-Montbenoît
Pays-de-Montbenoît község Franciaország Burgundia-Franche-Comté régiójában, Doubs megyében. Új községként 2025. január 1-jén jött létre Hauterive-la-Fresse, La Longeville, Montbenoît, Montflovin és Ville-du-Pont községek egyesítésével. A korábbi települések delegált község státusszal az új község részei lettek, székhelye Montbenoît. Lakosainak száma 1914 fő (2022. január 1.).

## Népesség
| 2021 | 1 909 |
| 2022 | 1 914 |